# Бове-Нор-Эст

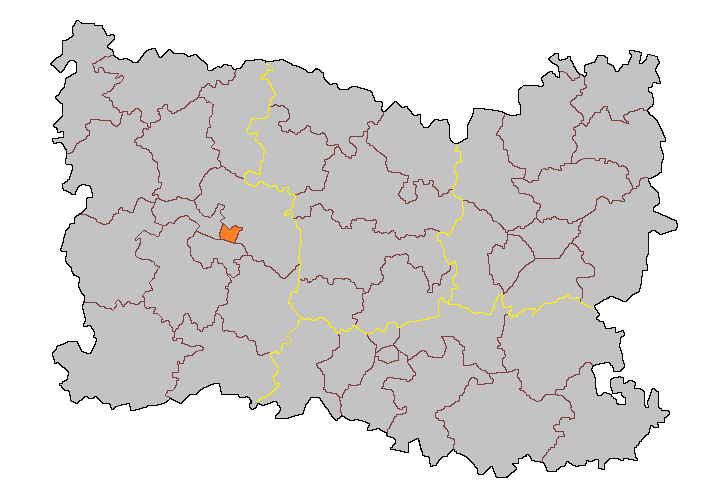
Кантон Бове-Нор-Эст на карте департамента Уаза

Бове-Нор-Эст (фр. Beauvais-Nord-Est) — упраздненный кантон во Франции, регион Пикардия, департамент Уаза. Входил в состав округа Бове.
В состав кантона входили коммуны (население по данным Национального института статистики Архивная копия от 21 сентября 2013 на Wayback Machine за 2010 г.):
- Бове (частично)

## Политика
|  | Кандидат    | Партия                    | % голосов |
|  | ----------- | ------------------------- | --------- |
|  | Тибо Вигье  | Социалистическая партия   | 59,07     |
|  | Ришар Одуар | Союз за народное движение | 40,93     |

|  | Кандидат     | Партия                    | % голосов |
|  | ------------ | ------------------------- | --------- |
|  | Анри Бонан   | Социалистическая партия   | 48,02     |
|  | Оливье Дассо | Союз за народное движение | 36,39     |
|  | Тома Жоли    | Национальный фронт        | 15,59     |